# Зодіак (фільм, 2007)
«Зодіак» (англ. Zodiac) — американський детективний трилер режисера Девіда Фінчера, що вийшов 2007 року. У головних ролях Джейк Джилленгол, Марк Руффало, Роберт Дауні (молодший). Стрічка знята на основі документальної книги Роберта Грейсміта.
Сценаристом і продюсерами був Джеймс Вандербільт. Вперше фільм продемонстрували 2 березня 2007 року у Канаді і США. В Україні у кінопрокаті прем'єра фільму відбулася 23 серпня 2007.

## Сюжет
Стрічка розповідає про реальну історію серійного вбивці з Сан-Франциско, що орудував у місті у 1960-1970-их роках. Він назвав себе Зодіаком, і спілкується з поліцією через репортерів місцевої газети «San Francisco Chronicle». Зодіак посилає їм зашифровані листи, репортери і поліцейські намагаються його зловити.

## У ролях
| Актор                   | Персонаж                                       | Роль                                                |
| ----------------------- | ---------------------------------------------- | --------------------------------------------------- |
| Джейк Джилленгол        | Роберт Грейсміт (англ. Robert Graysmith)       | політичний карикатурист у «San Francisco Chronicle» |
| Марк Руффало            | Девід Тоскі (англ. David Toschi)               | інспектор відділу поліції у Сан-Франциско           |
| Роберт Дауні (молодший) | Пол Ейвері (англ. Paul Avery)                  | кримінальний репортер у «San Francisco Chronicle»   |
| Ентоні Едвардс          | Вілльям Армстронґ (англ. William Armstrong)    | інспектор відділу поліції у Сан-Франциско           |
| Браян Кокс              | Мелвін Беллі (англ. Melvin Belli)              | адвокат                                             |
| Еліас Котеас            | Джек Муланакс (англ. Jack Mulanax)             | сержант поліції Сан-Франциско                       |
| Донал Лоуг              | Кен Нарлоу (англ. Ken Narlow)                  | капітан поліції Сан-Франциско                       |
| Джон Керролл Лінч       | Артур Лі Аллен (англ. Arthur Leigh Allen)      | потенційний підозрюваний                            |
| Дермот Малруні          | Мартін Лі (англ. Marty Lee)                    | капітан поліції Сан-Франциско                       |
| Хлоя Севіньї            | Мелані Грейсміт (англ. Melanie Graysmith)      | жінка Роберта                                       |
| Джиммі Сімпсон          | Майкл Мажо (дорослий) (англ. Michael Mageau)   | жертва Зодіака, яка залишилась живою після нападу   |
| Джон Гетц               | Темплтон Пек (дорослий) (англ. Templeton Peck) |                                                     |

## Сприйняття

### Критика
Фільм отримав загалом позитивні відгуки: Rotten Tomatoes дав оцінку 89% на основі 232 відгуків від критиків (середня оцінка 7,6/10) і 74% від глядачів із середньою оцінкою 3,5/5 (485,018 голосів). Загалом на сайті фільми має позитивний рейтинг, фільму зарахований «стиглий помідор» від кінокритиків і «попкорн» від глядачів, Internet Movie Database — 7,7/10 (190 437 голосів), Metacritic — 78/100 (40 відгуків критиків) і 7,7/10 від глядачів (254 голоси). Загалом на цьому ресурсі від критиків і від глядачів фільм отримав позитивні відгуки.

### Касові збори
Під час показу у США, що розпочався 2 березня 2007 року, протягом першого тижня фільм показали у 2,362 кінотеатрах і він зібрав $13,395,610, що на той час дозволило йому зайняти 2 місце серед усіх прем'єр. Показ протривав 63 дні (9 тижнів) і завершився 3 травня 2007 року. За це час фільм зібрав у прокаті у США $33,080,084, а у решті світу $51,705,830, тобто загалом $84,785,914 при бюджеті $65 млн. Від продажу DVD-дисків було виручено $21,085,889.
Під час показу в Україні, що стартував 23 серпня 2007 року, протягом першого тижня фільм показали у 7 кінотеатрах і він зібрав $8,817, що на той час дозволило йому зайняти 9 місце серед усіх прем'єр. Показ завершився 16 вересня 2007 року, за цей час фільм зібрав $23,014.

### Нагороди і номінації[11]
| Рік  | Нагорода                        | Категорія                                        | Номінант           | Результат |
| ---- | ------------------------------- | ------------------------------------------------ | ------------------ | --------- |
| 2007 | Каннський кінофестиваль         | Золота пальмова гілка                            | Девід Фінчер       | Номінація |
| 2007 | Асоціація кінокритиків Чикаго   | Найкращий режисер                                | Девід Фінчер       | Номінація |
| 2007 | Асоціація кінокритиків Чикаго   | Найкращий адаптований сценарій                   | Джеймс Вандербільт | Номінація |
| 2007 | Satellite Awards                | Найкращий другорядний актор у драмі              | Браян Кокс         | Номінація |
| 2007 | Satellite Awards                | Найкраща операторська робота                     | Гарріс Савідес     | Номінація |
| 2007 | Satellite Awards                | Найкращий адаптований сценарій                   | Джеймс Вандербільт | Номінація |
| 2007 | Teen Choice Awards              | Вибір актора фільму: жахи/трилер                 | Джейк Джилленгол   | Номінація |
| 2007 | Товариство кінокритиків Торонто | Найкращий актор                                  | Девід Фінчер       | Номінація |
| 2007 | Товариство кінокритиків Торонто | Найкращий фільм                                  | стрічка            | Номінація |
| 2007 | World Soundtrack Awards         | Найкращий оригінальний саундтрек року            | Девід Шаер         | Номінація |
| 2008 | Премія «Сатурн»                 | Найкращий пригодницький фільм, бойовик чи трилер | стрічка            | Номінація |
| 2008 | Bodil Awards                    | Найкращий американський фільм                    | Девід Фінчер       | Номінація |
| 2008 | Нагорода Аллана Едґара По       | Найкращий сценарій для кінофільму                | Джеймс Вандербільт | Номінація |